# Lactarius insulsus
Lactarius insulsus é um fungo que pertence ao gênero de cogumelos Lactarius na ordem Russulales. Encontrado na Europa, foi descrito cientificamente pelo sueco Elias Magnus Fries em 1821 com o nome de Agaricus insulsus, sendo transferido em 1838, pelo mesmo autor, para o gênero atual.